# Ávila-Massiv
Ávila ist der gebräuchliche Name für das Gebirgsmassiv nördlich der venezolanischen Hauptstadt Caracas und eines 2250 Meter hohen Berges, der sich darin befindet.

## Name
Der Erzählung nach erhielt das Ávila-Massiv seinen Namen von einem spanischen Kolonialherren namens Gabriel de Ávila, der die Ländereien zwischen dem Tal von Caracas und der Hauptkammlinie des Massivs für sich in Besitz nahm.
Der indigene Name, der von den Ureinwohnern – den Caracas und den Taromaimas – für den Gebirgszug benutzt wurde, lautet Guaraira Repano und bedeutet „Großes Gebirge“. Es liegen allerdings auch andere Interpretationen für den indigenen Namen vor.

## Geographie

### Lage
Das Ávila-Massiv stellt einen Teil der äußeren Kette des sogenannten Zentralastes (span: rama central) der venezolanischen Küstenkordillere dar. Es erstreckt sich über ca. 100 km Länge zwischen der Quebrada Tacagua im Westen bis zum Kap Codera im Osten. Im Norden ist das Massiv vom karibischen Meer, im Süden durch das Hochtal von Caracas begrenzt.

### Erhebungen
Das Ávila-Massiv beherbergt die höchsten Gipfel der venezolanischen Küstenkordillere. Zu ihnen zählen der Pico Naiguatá (2765 m), der Pico Oriental de la Silla de Caracas (2640 m), der Topo Galindo (2592 m) und der Pico Occidental de la Silla de Caracas mit 2480 m. 
Die Silla de Caracas (dt.: Stuhl von Caracas, nach seiner Sattelform) wurde erstmals von Alexander von Humboldt und Aimé Bonpland bestiegen. An der Expedition nahm angeblich auch der junge Andrés Bello teil.

### Ursprung
Das Ávila-Massiv verdankt sich, wie die gesamte venezolanische Küstenkordillere vor allem der Erhebung der karibischen über die südamerikanische Platte und wächst noch heute ca. einen Zentimeter pro Jahr.

## Nutzung
Während des 18., 19. und zu Beginn des 20. Jahrhunderts wurden die Hänge vor allem der Südseite des Massivs intensiv zum Kaffeeanbau genutzt.
Heute gehört der größte Teil des Ávila zum Nationalpark Guaraira Repano (früher El Ávila).